# Herbert Giles
Herbert Allen Giles (ur. 8 grudnia 1845, zm. 13 lutego 1935) – brytyjski dyplomata i sinolog. Zmodyfikowany przez niego system latynizacji języka chińskiego opracowany przez Thomasa Wade'a znany jest jako system Wade-Gilesa. Herbert Giles przetłumaczył wiele dzieł klasyków chińskich, np. Konfucjusza, Laozi i Zhuangzi, jak również był autorem wielu podręczników do nauki języka chińskiego, pozycji na temat chińskiej kultury i literatury oraz pierwszego szeroko publikowanego słownika chińsko-angielskiego.

## Życiorys
Herbert Allen Giles był czwartym synem angielskiego historyka, wielebnego Johna Allena Gilesa (1808–1884). Ukończył prywatną szkołę Charterhouse w Godalming w hrabstwie Surrey. W latach 1867–1892 pracował jako wicekonsul i konsul w Chinach. W okresie 1885–1888 przebywał w Forcie Santo Domingo w Danshui na Tajwanie. Był ojcem Bertrama, Valentine, Lancelota, Edith, Mable i Lionela (także sinologa). W 1897 został mianowany profesorem języka chińskiego na University of Cambridge, jako druga osoba w historii uczelni po Thomasie Wade. Gdy obejmował to stanowisko, na uniwersytecie nie było innych sinologów, więc Giles mógł spędzać większość swojego czasu studiując starożytne chińskie teksty podarowane uczelni przez Wade'a. Pomimo że stanowisko profesora piastował przez trzydzieści pięć lat, nigdy nie przyjął tytułu honorowego Fellow.
Za swój Chinese Biographical Dictionary (Chiński słownik biograficzny) Giles został uhonorowany przez Akademię Francuską nagrodą Prix St. Julien.